# توفيق بوشري
توفيق بوشري هو كاتب وشاعر وقاص مغربي، من مواليد الثالث من مايو 1978م، وعضو جمعية جامعة المبدعين المغاربة.

## أعماله
أصدر العديد من الأعمال، من بينها:
- «صدور مشرعة عن آخرها». أضمومة شعرية جماعية أصدرتها جامعة المبدعين المغاربة في الدار البيضاء عام 2012م.
- «يوم واحد من العزلة» (قصص قصيرة جدا مشتركة)، أصدرتها مؤسسة المتكأ الثقافي البحرينية عام 2013م.
- «قصص عربية قصيرة جدا»، رفقة نخبة من المبدعين العرب عن منشورات مؤسسة رهف للنشر والتوزيع عام 2013م.
- «صفر درهم Ttc» (قصص قصيرة جدا)، عن منشورات المهرجان العربي الثاني للقصة القصيرة جدا عام 2013م.
- «سقطة» (قصص قصيرة جدا)، رفقة مجموعة من القصاصين العرب، كتاب نشر إلكترونياً.
- «صحوة الحمار» (أدب ساخر)، عن منشورات دار حروف منثورة للنشر الإلكتروني عام 2018م.
- «قم من نهايتك» (شعر)، عن منشورات دار حروف منثورة للنشر الإلكتروني عام 2018م.
- «الحب المرفوع» (زجل)، عن مطبعة ووراقة بلال في فاس عام 2019م.
- «دينوغرافيا» (قصص قصيرة جدا)، عن مطبعة ووراقة بلال في فاس عام 2019م.
- «أنا الحمار أو هرة الرؤيا» (شعر)، عن منشورات دار حروف منثورة للنشر الإلكتروني في أبريل 2019م.
- «حك الكمون» (قصص قصيرة جدا)، عن منشورات دار حروف منثورة للنشر الإلكتروني في شتنبر 2019م.
- «الكبت المشروع» (نصوص)، على منصة شمس للنشر.
- «الموت البهي» (نص شعر نثري مطول)، على منصة شمس للنشر.
- «ملاذ آمن» (مجمع قصصي جماعي)، عن دار الإبداع للطباعة والنشر في العراق عام 2020م.
- «لمسة حب» (خواطر شعرية)، عن منشورات دار حروف منثورة للنشر الإلكتروني في أبريل 2020م.

## الجوائز
- جائزة استحقاق ناجي نعمان اللبنانية عن كتيب ساخر بعنوان: «صحوة الحمار» عام 2011م.
- الجائزة الأولى للمهرجان العربي للقصة القصيرة جدا بالناظور عام 2013م.
- الجائزة الثانية لمسابقة أحمد بوزفور العربية للقصة القصيرة بالمهرجان الوطني لمشرع بلقصيري للقصة القصيرة عن قصة: «توت الأرض السماوي» الدورة العاشرة، عام 2014م.
- الجائزة الرابعة لمسابقة صلاح هلال الأدبية المصرية للقصة القصيرة، الدورة 16، عام 2017م عن قصة: «أرض الله الفاسدة».[3]